# Rosamund Pikeová
Rosamund Pikeová (celým jménem Rosamund Mary Ellen Pike, * 27. ledna 1979, Londýn) je anglická herečka. Známou se stala ztvárněním Bond girl Mirandy Frostové v bondovce Dnes neumírej (2002). Zahrála si také ve filmech Pýcha a předsudek (2005), Náhradníci (2008), Škola života (2009), Johnny English se vrací (2011), Hněv titánů (2012) či U konce světa (2013). Za výkon v psychologickém thrilleru Zmizelá (2014) obdržela nominace na Oscara, Zlatý Glóbus a ceny SAG a BAFTA.

## Životopis
Narodila se v britském hlavním městě Londýně roku 1979 do rodiny hudebníků Caroliny a Juliana Pikeových. Navštěvovala střední školu Badminton School v Bristolu, poté vystudovala anglickou literaturu ve Wadhamově koleji Oxfordské univerzity.
Hraje na violoncello a plynně hovoří německy a francouzsky. K roku 2010 žila v londýnském West Endu.

## Kariéra

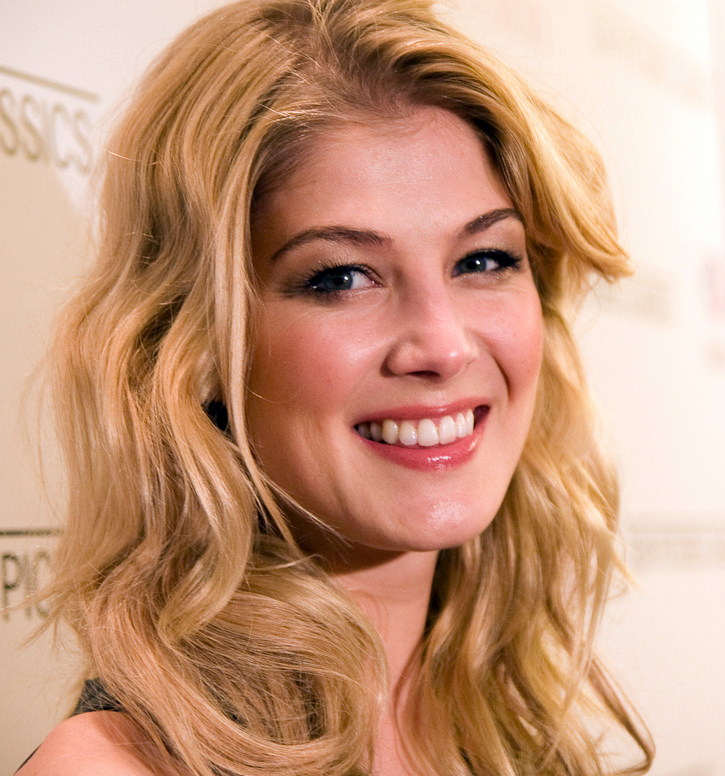
Rosamund Pikeová (2011)

Zatímco studovala na univerzitě objevila se v britských televizní seriálech jako Takové anglické manželství (1998), Manželky a dcery (1999), Love in a Cold Climate (2001).
Po ukončení studií ji byla nabídnuta role Bond girl v Bondovce Dnes neumírej s Piercem Brosnanem jako Jamesem Bondem. Jako Elizabeth Malet se objevila ve filmu Libertin s Johnny Deppem, za roli získala ocenění British Independent Film Award v kategorii Nejlepší herečka ve vedlejší roli. V roce 2005 se objevila jako Jane, starší sestra Elizabeth (hrána Keirou Knightleyovou) ve filmu Pýcha a předsudek. S Anthony Hopkinsem a Ryanem Goslingem si zahrála ve filmu Okamžik zlomu.
V roce 2011 získala roli ve filmu Johnny English se vrací, v pokračování úspěšného filmu Johnny English z roku 2003. V roce 2012 si zahrála roli Královny Andromedy ve fantasy filmu Hněv titánů. Ve stejném roce se objevila ve filmu Jack Reacher: Poslední výstřel, po boku Toma Cruise.
Vedlejší roli získala v úspěšném filmu U konce světa v roce 2013. V roce 2014 získala roli ve filmové adaptaci novely Gillian Flynnové Zmizelá, po boku Bena Afflecka. Za roli Amy Dunne získala nominace na Oscara, Zlatý glóbus, SAG Award a BAFTA Award.

## Osobní život
Zatímco žila v Oxfordu chodila dva roky s hercem Simonem Woodsem, se kterým také pracovala na filmu Pýcha a předsudek. V roce 2007 se zasnoubila s režisérem tohoto snímku Joem Wrightem, ovšem sňatek plánovaný na rok 2008 byl odvolán.
Od prosince 2009 žije s Robiem Uniackem. Jejich první syn Solo se narodil 6. května 2012 a 2. prosince 2014 se jim narodil druhý syn Atom.

## Filmografie

### Film
| Rok  | Název                               | Role                | Poznámky |  |
| ---- | ----------------------------------- | ------------------- | --- |  |
| 2002 | Dnes neumírej                       | Miranda Frost       | dabing: Dana Černá Empire Awards za nejlepší debut Nominace – Filmové ceny MTV za nejlepší transtlantický výkon Nominace – Cena Saturn v kategorii Tvář budoucnosti |  |
| 2002 | Bondovy dívky jsou věčné            | sama sebe           | dokument |  |
| 2004 | Promised Land                       | Rose                | |  |
| 2004 | Libertin                            | Elizabeth Malet     | |  |
| 2005 | Pýcha a předsudek                   | Jane Bennet         | dabing: Jitka Ježková |  |
| 2005 | Doom                                | Samantha Grimm      | dabing: René Slováčková |  |
| 2007 | Okamžik zlomu                       | Nikki Gardner       | |  |
| 2007 | Fugitive Pieces                     | Alex                | Nominace – Genie Award v kategorii Nejlepší herečka ve vedlejší roli                                                                                                |  |
| 2009 | Škola života                        | Helen               | Nominace – Screen Actors Guild Award v kategorii Nejlepší obsazení ve filmu                                                                                         |  |
| 2009 | Devil You Know                      | Zoe Hughes          | |  |
| 2009 | Náhradníci                          | Maggie Greer        | dabing: Jitka Moučková |  |
| 2009 | Burning Palms                       | Dedra Davenport     | |  |
| 2010 | Barney's Version                    | Miriam              | Nominace – Satellite Award v kategorii Nejlepší herečka ve vedlejší roli ve filmu Nominace – Genie Award v kategorii Nejlepší herečka v hlavní roli                 |  |
| 2010 | Jackboots on Whitehall              | Daisy (hlas)        | |  |
| 2011 | Johnny English se vrací             | Kate Sumner         | |  |
| 2011 | The Big Year                        | Jessica             | |  |
| 2012 | Hněv titánů                         | královna Andromenda | |  |
| 2012 | Jack Reacher: Poslední výstřel      | Helen Rodin         | |  |
| 2013 | U konce světa                       | Sam Chamberlain     | |  |
| 2014 | Zmizelá                             | Amy Elliott-Dunne   | Nominace – Zlatý glóbus v kategorii Nejlepší herečka Nominace – Dorian Awards v kategorii Nejlepší herečka                                                          |  |
| 2014 | Dlouhá cesta dolů                   | Penny               | |  |
| 2014 | Hektorova cesta aneb hledání štěstí | Clara               | |  |
| 2014 | Naše dovolená a jiné pohromy        | Abi                 | |  |
| 2015 | Return to Sender                    | Miranda Wells       | |  |
| 2016 | Spojené království                  | Ruth Williams Khama | |  |
| 2017 | Smrtihlav                           | Lina Heydrich       | |  |
| 2017 | Nepřátelé                           | Rosalie Quaid       | |  |
| 2018 | A Private War                       | Marie Colvin        | |  |
| 2018 | Operace Entebbe                     | Brigitte Kuhlmann   | |  |
| 2018 | Beirut                              | Sandy Crowder       | |  |
| 2019 | Tři vteřiny                         | Wilcox              | |  |
| 2019 | Radioactive                         | Marie Curie         | |  |
| 2020 | Jako v bavlnce                      | Marla Grayson       | Zlatý glóbus v kategorii nejlepší ženský herecký výkon (komedie / muzikál)                                                                                          |  |
| 2023 | Saltburn                            | Elspeth Catton      | |  |

### Televize
| Rok        | Název                      | Role                                                          | Poznámky                             |
| ---------- | -------------------------- | ------------------------------------------------------------- | ------------------------------------ |
| 1998       | Takové anglické manželství | Celia                                                         | TV film                              |
| 1999       | Manželky a dcery           | Lady Harriet Cumnor                                           | 3 díly                               |
| 2000       | Trial & Retribution        | Lucy                                                          | díl: „Trial & Retribution IV Part 1“ |
| 2001       | Love in a Cold Climate     | Fanny                                                         | minisérie, 2 díly                    |
| 2002       | Foylova válka              | Sarah Beaumont                                                | díl: „The German Woman“              |
| 2002       | Bond Girls Are Forever     | Samu sebe                                                     | TV dokument                          |
| 2008       | The Tower                  | Olivia Wynn                                                   | neprodaný televizní pilotní díl      |
| 2009       | Freefall                   | Anna                                                          | TV film                              |
| 2011       | Ženy milující              | Gudrun Brangwen                                               | 2 díly                               |
| 2015–dosud | Thunderbirds Are Go!       | Lady Penelope Creighton-Ward / Kapitán Ridley O'Bannon (hlas) | 39 dílů                              |
| 2018       | Watership Down             | Černý zajíc z Inlé (hlas)                                     | mini-série, 2 díly                   |
| 2019–dosud | Moominvalley               | Moominmamma (hlas)                                            | 7 dílů                               |
| 2019       | Zpráva o stavu manželství  | Louise                                                        | 10 dílů                              |
| 2021–dosud | Kolo času                  | Moiraine Damodred                                             | hlavní role                          |

### Divadlo
| Rok  | Název            | Role             |
| ---- | ---------------- | ---------------- |
| 2002 | Hitchcock Blonde | The Blonde       |
| 2006 | Summer and Smoke | Alma Winemiller  |
| 2007 | Gaslight         | Bella Manningham |
| 2009 | Madame de Sade   | Madame de Sade   |
| 2010 | Hedda Gabler     | Hedda Gabler     |

### Hudební video
| Rok  | Název skladby        | Umělec                             |
| ---- | -------------------- | ---------------------------------- |
| 2016 | „Voodoo in My Blood“ | Massive Attack feat. Young Fathers |